# Hasdrubal I
Hasdrubal I, Fenicisch 'zrb'l ("Baäl helpt"), was suffeet van Carthago van 530 v.Chr. tot 510 v.Chr. Hij was de zoon van Mago I, stamvader van de dynastie der Magoniden. De naam Hasdrubal is een combinatie van het Fenicische azru ("help") en de naam van de Fenicische god Baäl.